# Joseph Van Dam
Joseph Van Dam, né le 2 novembre 1901 à Willebroek et mort le 31 mai 1986 dans la même localité, est un coureur cycliste belge. Professionnel de 1926 à 1928, il a remporté trois étapes du Tour de France 1926, dont il a pris la douzième place finale.

## Palmarès
- 1924
  -  Champion de Belgique de cyclo-cross
- 1925
  - 2e du Critérium international de cyclo-cross
- 1926
  - 6e, 8e et 15e étapes du Tour de France
  - Bruxelles-Liège
- 1928
  - 8e du Tour des Flandres

### Résultats sur le Tour de France
1 participation
- 1926 : 12e, vainqueur des 6e, 8e et 15e étapes